# 龍野市
龍野市（日语：／ Tatsuno shi */?）是位于日本兵庫縣西南部的城市。轄區北側為山區，南側臨瀨戶內海，揖保川自北往南貫穿轄區。
在2005年行政區整併前，舊龍野市的市名為漢字。2005年整併起，市名改為平假名寫法的。

## 人口
| 龍野市人口分布圖 |                                               |  |
| 龍野市與日本全國年齡別人口分布比較圖 （2005年資料） | 龍野市的年齡、男女別人口分布圖 （2005年資料） |  |
| ■紫色是龍野市 ■綠色是全国 | ■藍色是男性 ■紅色是女性                       |  |
| 龍野市人口變化 \| 1970年 \| 73,058人 \| \| \| 1975年 \| 78,363人 \| \| \| 1980年 \| 81,167人 \| \| \| 1985年 \| 82,934人 \| \| \| 1990年 \| 83,045人 \| \| \| 1995年 \| 83,431人 \| \| \| 2000年 \| 83,207人 \| \| \| 2005年 \| 81,561人 \| \| \| 2010年 \| 80,518人 \| \| \| 2015年 \| 77,419人 \| \| \| 2020年 \| 74,316人 \| \| |                                               |  |
| 資料來源：日本總務省統計中心提供之人口普查數據 |                                               |  |
| 1970年 | 73,058人                                      |  |
| 1975年 | 78,363人                                      |  |
| 1980年 | 81,167人                                      |  |
| 1985年 | 82,934人                                      |  |
| 1990年 | 83,045人                                      |  |
| 1995年 | 83,431人                                      |  |
| 2000年 | 83,207人                                      |  |
| 2005年 | 81,561人                                      |  |
| 2010年 | 80,518人                                      |  |
| 2015年 | 77,419人                                      |  |
| 2020年 | 74,316人                                      |  |

## 歷史

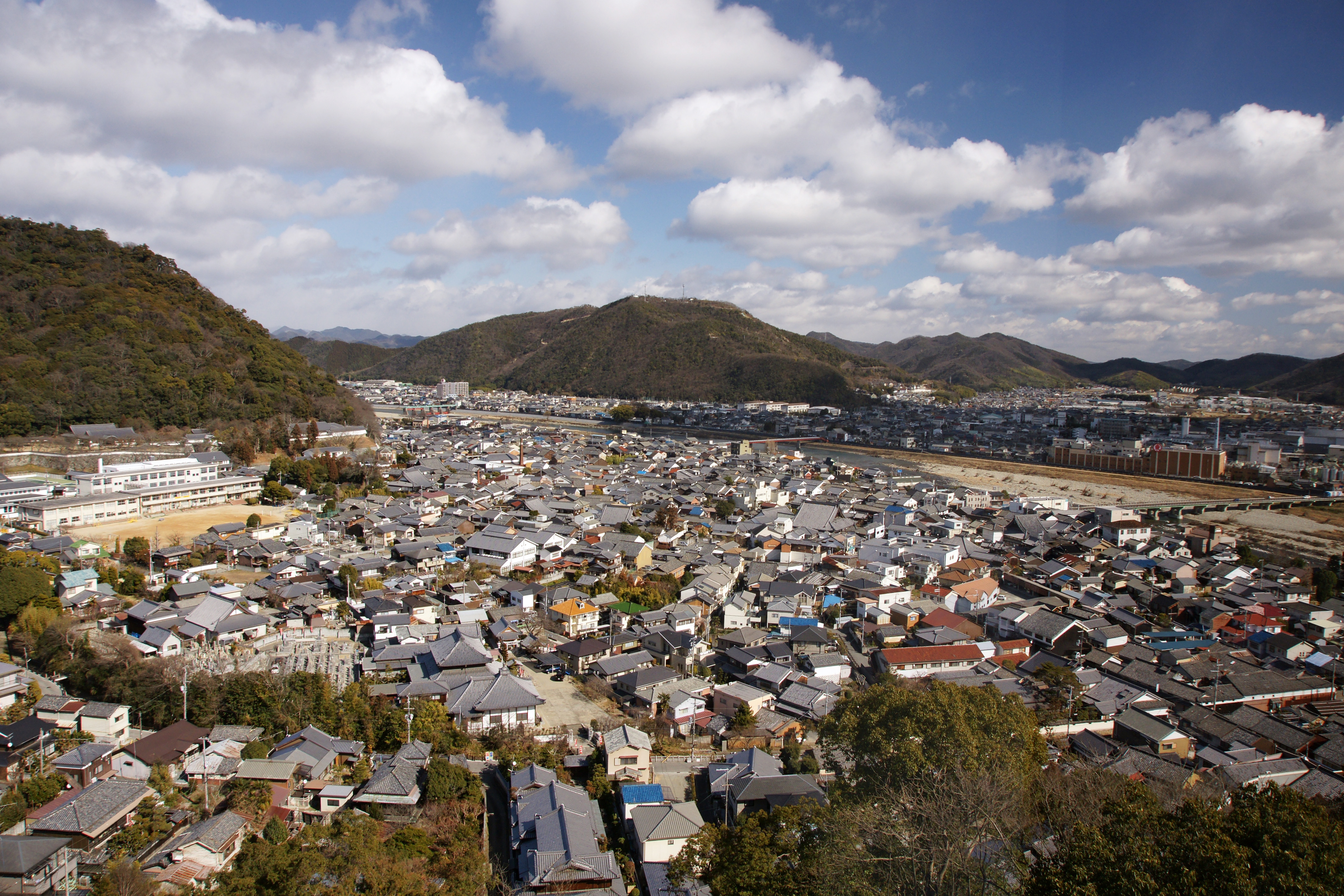
龍野城的城下町（舊的市區）

全市轄區過去皆屬於播磨國揖保郡，揖保郡在鎌倉時代後期曾被分割為揖東郡和揖西郡，但在1896年兩郡又被合併為揖保郡。
過去位於播磨國通往出雲國的出雲街道上，14世紀時，掌控播磨的赤松氏曾在此建立城山城。
江戶時代初期為姬路藩的領地，1617年從姬路藩中分出獨立設置龍野藩，而領主經過多次變動，於1672年後由脇坂氏治理直到江戶時代結束。
1889年日本實施町村制，現在的轄區在當時分屬：龍野町、西栗栖村、東栗栖村、平井村、桑原村、布施村、半田村、神部村、河內村、室津村、御津村、揖保村、香島村、新宮村、越部村、神岡村、小宅村、譽田村，共1町17村。
經過1950年代的昭和大合併後，這些町村被整併為舊龍野市、新宮町、揖保川町、御津町，共1市3町。
2005年，這四個行政區劃再次合併為現在的龍野市。

### 變遷表
| 1889年4月1日 | 1889年-1926年       | 1926年-1944年       | 1944年-1954年         | 1944年-1954年         | 1954年-1989年         | 1954年-1989年         | 1989年-現在          | 現在                 |
| ------------ | ------------------- | ------------------- | --------------------- | --------------------- | --------------------- | --------------------- | -------------------- | -------------------- |
| 龍野町       | 龍野町              | 龍野町              | 1948年4月1日 龍野町   | 1951年4月1日 龍野市   | 1951年4月1日 龍野市   | 1951年4月1日 龍野市   | 2005年10月1日 龍野市 | 2005年10月1日 龍野市 |
| 小宅村       |                     |                     | 1948年4月1日 龍野町   | 1951年4月1日 龍野市   | 1951年4月1日 龍野市   | 1951年4月1日 龍野市   | 2005年10月1日 龍野市 | 2005年10月1日 龍野市 |
| 平井村       | 1909年5月1日 揖西村 | 1909年5月1日 揖西村 | 1909年5月1日 揖西村   | 1951年4月1日 龍野市   | 1951年4月1日 龍野市   | 1951年4月1日 龍野市   | 2005年10月1日 龍野市 | 2005年10月1日 龍野市 |
| 桑原村       | 1909年5月1日 揖西村 | 1909年5月1日 揖西村 | 1909年5月1日 揖西村   | 1951年4月1日 龍野市   | 1951年4月1日 龍野市   | 1951年4月1日 龍野市   | 2005年10月1日 龍野市 | 2005年10月1日 龍野市 |
| 布施村       | 1909年5月1日 揖西村 | 1909年5月1日 揖西村 | 1909年5月1日 揖西村   | 1951年4月1日 龍野市   | 1951年4月1日 龍野市   | 1951年4月1日 龍野市   | 2005年10月1日 龍野市 | 2005年10月1日 龍野市 |
| 揖保村       |                     |                     |                       | 1951年4月1日 龍野市   | 1951年4月1日 龍野市   | 1951年4月1日 龍野市   | 2005年10月1日 龍野市 | 2005年10月1日 龍野市 |
| 神岡村       |                     |                     |                       | 1951年4月1日 龍野市   | 1951年4月1日 龍野市   | 1951年4月1日 龍野市   | 2005年10月1日 龍野市 | 2005年10月1日 龍野市 |
| 譽田村       |                     |                     |                       | 1951年4月1日 龍野市   | 1951年4月1日 龍野市   | 1951年4月1日 龍野市   | 2005年10月1日 龍野市 | 2005年10月1日 龍野市 |
| 半田村       | 半田村              | 半田村              | 半田村                | 1951年4月1日 揖保川町 | 1951年4月1日 揖保川町 | 1951年4月1日 揖保川町 | 2005年10月1日 龍野市 | 2005年10月1日 龍野市 |
| 神部村       |                     |                     |                       | 1951年4月1日 揖保川町 | 1951年4月1日 揖保川町 | 1951年4月1日 揖保川町 | 2005年10月1日 龍野市 | 2005年10月1日 龍野市 |
| 河內村       |                     |                     |                       | 1951年4月1日 揖保川町 | 1951年4月1日 揖保川町 | 1951年4月1日 揖保川町 | 2005年10月1日 龍野市 | 2005年10月1日 龍野市 |
| 室津村       | 室津村              | 室津村              | 室津村                | 1951年4月1日 御津町   | 1951年4月1日 御津町   | 1951年4月1日 御津町   | 2005年10月1日 龍野市 | 2005年10月1日 龍野市 |
| 御津村       | 御津村              | 御津村              | 1947年12月25日 御津町 | 1951年4月1日 御津町   | 1951年4月1日 御津町   | 1951年4月1日 御津町   | 2005年10月1日 龍野市 | 2005年10月1日 龍野市 |
| 西栗棲村     | 西栗棲村            | 西栗棲村            | 西栗棲村              | 1951年4月1日 新宮町   | 1951年4月1日 新宮町   | 1951年4月1日 新宮町   | 2005年10月1日 龍野市 | 2005年10月1日 龍野市 |
| 東栗棲村     |                     |                     |                       | 1951年4月1日 新宮町   | 1951年4月1日 新宮町   | 1951年4月1日 新宮町   | 2005年10月1日 龍野市 | 2005年10月1日 龍野市 |
| 香島村       |                     |                     |                       | 1951年4月1日 新宮町   | 1951年4月1日 新宮町   | 1951年4月1日 新宮町   | 2005年10月1日 龍野市 | 2005年10月1日 龍野市 |
| 新宮村       | 新宮村              | 1934年4月1日 新宮町 | 1934年4月1日 新宮町   | 1951年4月1日 新宮町   | 1951年4月1日 新宮町   | 1951年4月1日 新宮町   | 2005年10月1日 龍野市 | 2005年10月1日 龍野市 |
| 越部村       |                     |                     |                       | 1951年4月1日 新宮町   | 1951年4月1日 新宮町   | 1951年4月1日 新宮町   | 2005年10月1日 龍野市 | 2005年10月1日 龍野市 |

## 交通

### 鐵路
- 西日本旅客鐵道（JR西日本）
  - 姬新線：（姬路市） - 本龍野站 - 東觜崎車站 - 播磨新宮車站 - 千本車站 - 西栗棲站 - （佐用町→）
  - 山陽本線：（←太子町） - 龍野車站 - （相生市→）
  - 山陽新幹線：（←太子町） - （通過轄區，但未設有車站） - （相生市→）

在20世紀初時還曾有播電鐵道可從揖保川網干町（現已併入姬路市）沿著揖保川一路到達新宮町地區；但此路線已於1934年停駛。

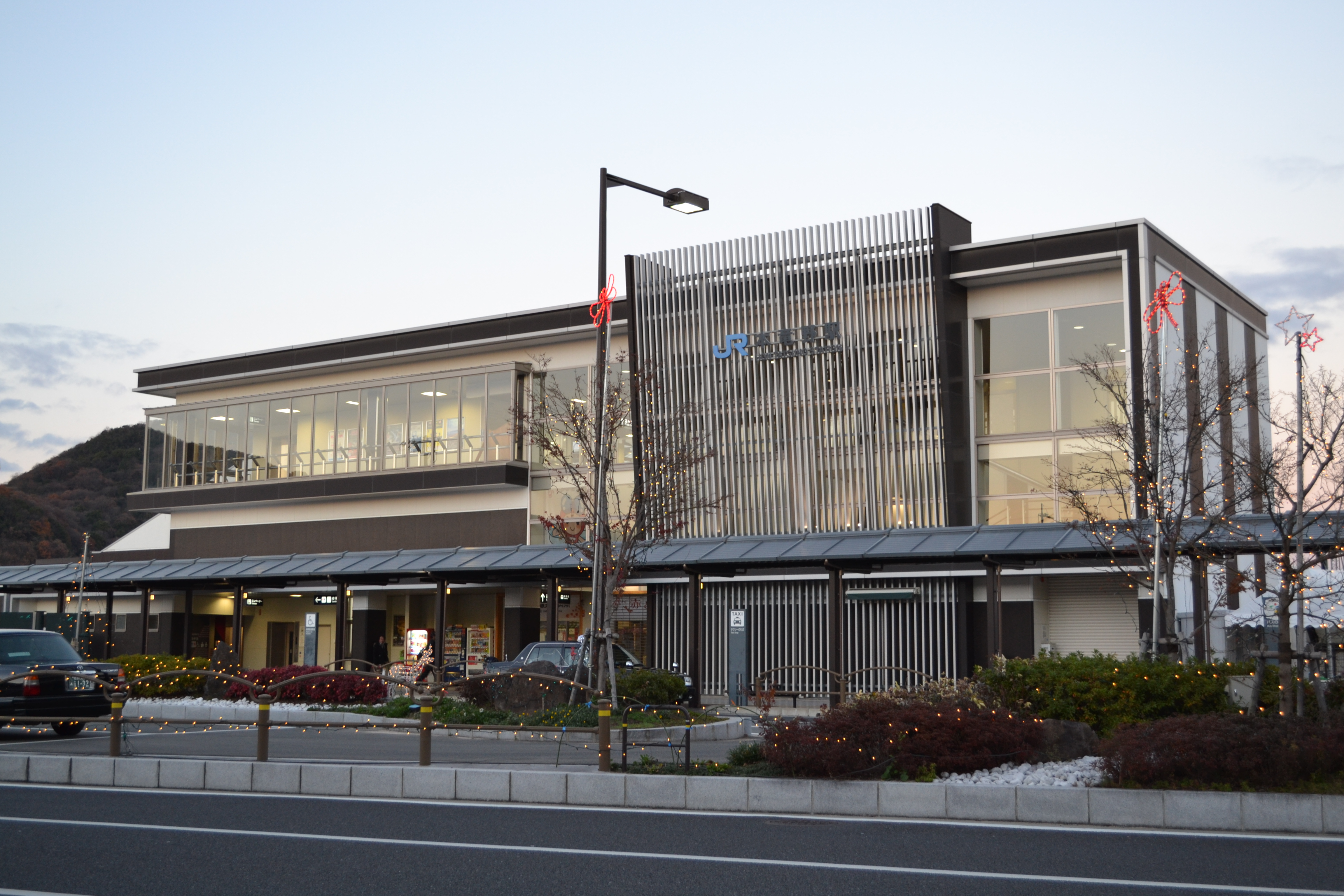
本龍野車站
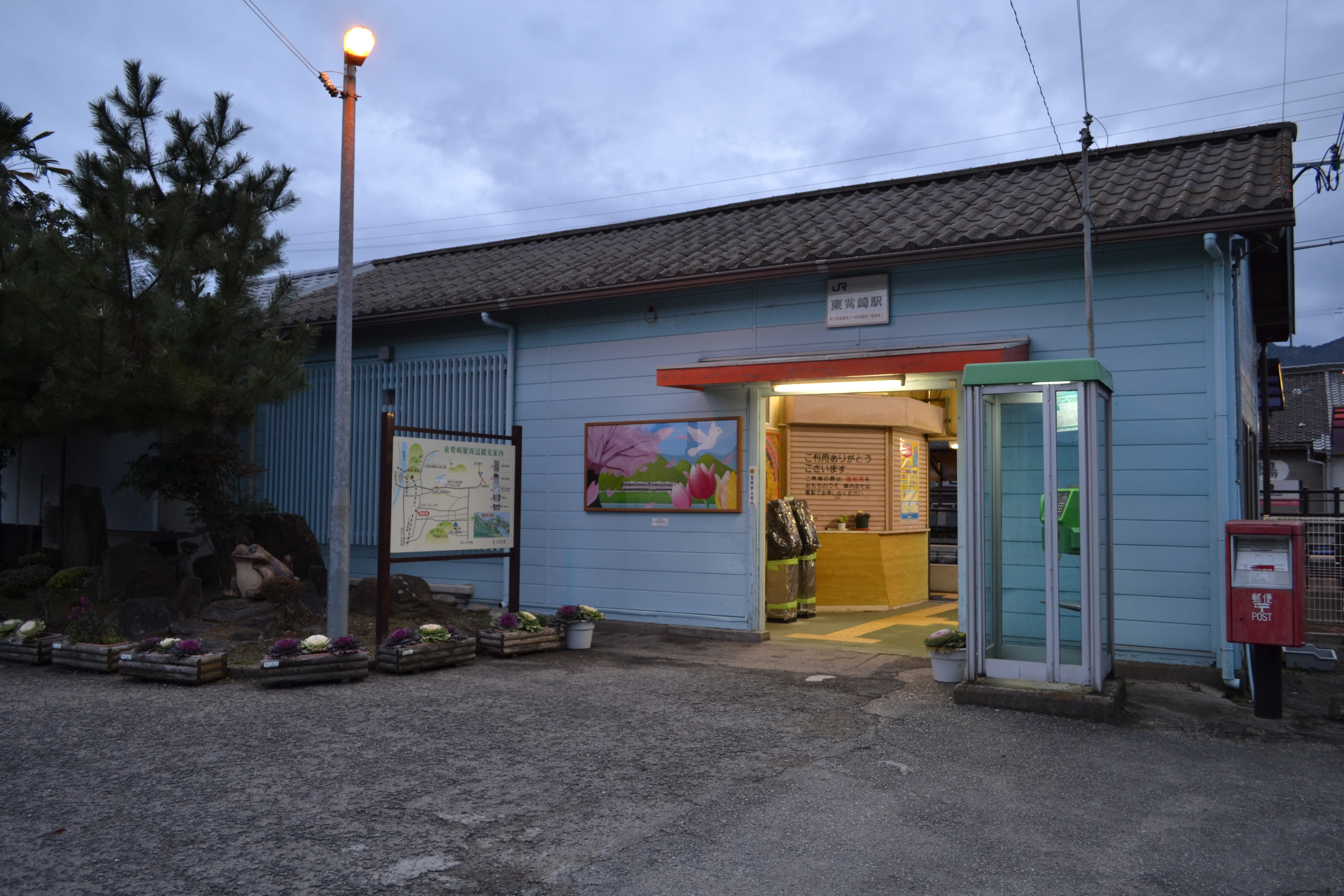
東觜崎車站
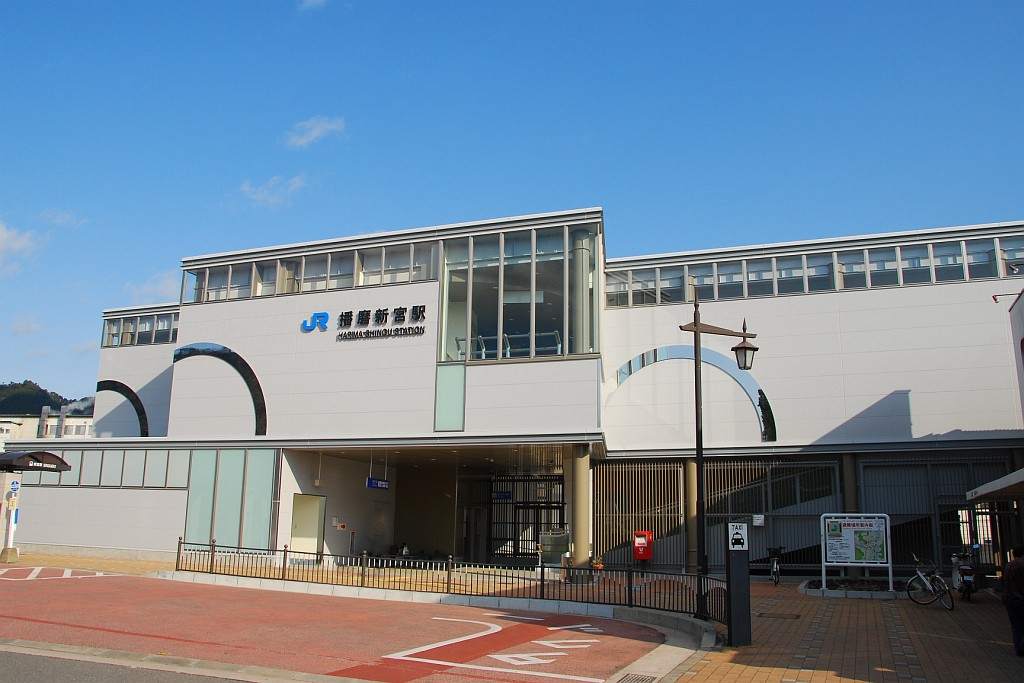
播磨新宮車站
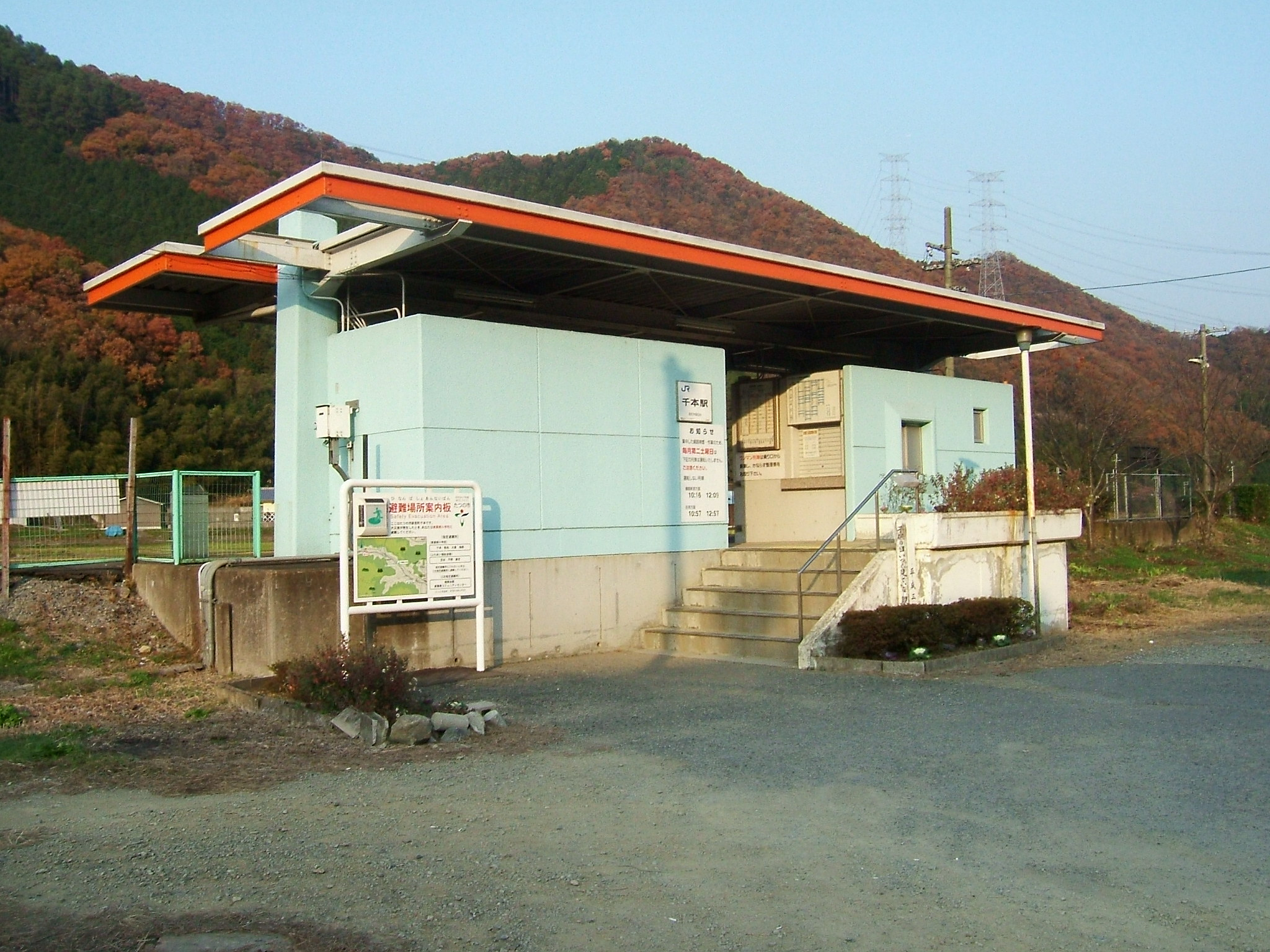
千本車站
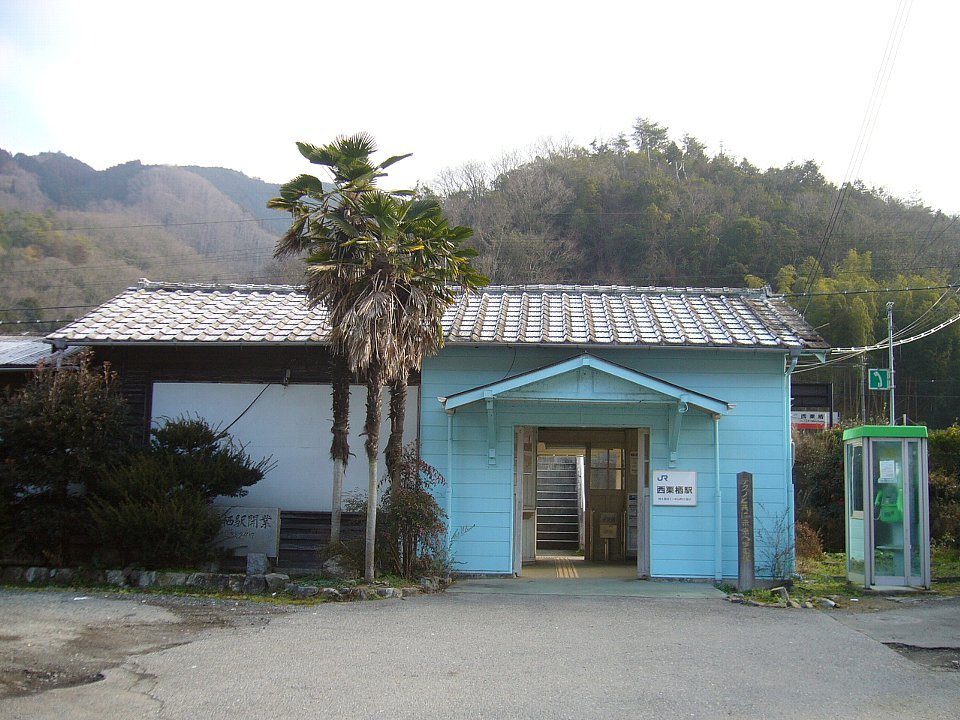
西栗棲車站

### 公路
高速道路
- 山陽自動車道：（姫路市） - 龍野交流道 - 龍野西交流道/龍野西服務區 - 播磨系統交流道 - （相生市）
- 播磨自動車道：播磨系統交流道 - 播磨新宮交流道 - (相生市)

一般國道
- 國道2號、國道29號、國道179號（日语：国道179号）、國道250號

## 觀光資源
- 龍野城（日语：龍野城）及城下町街道
- 龍野公園（日语：龍野公園）
- 聚遠亭（日语：聚遠亭）
- 白鷺山公園（日语：白鷺山公園）
- 室津（日语：室津）傳統街道
- 新舞子海水浴場（日语：新舞子海水浴場）
- 綾部山（日语：綾部山）
- 御津自然観察公園（日语：御津自然観察公園）
- 馬場秋英田（日语：馬場コスモス畑）
- 永富家住宅（日语：永富家住宅）
- 城山城（日语：城山城）遺址
- 龍野市立龍野歴史文化資料館（日语：たつの市立龍野歴史文化資料館）
- 霞城館（日语：霞城館）、矢野勘治紀念館（日语：矢野勘治記念館）
- 薄口龍野醤油資料館（日语：うすくち龍野醤油資料館）本館、別館
- 龍野市立室津民俗館（日语：たつの市立室津民俗館）
- 龍野市立室津海駅館（日语：たつの市立室津海駅館）

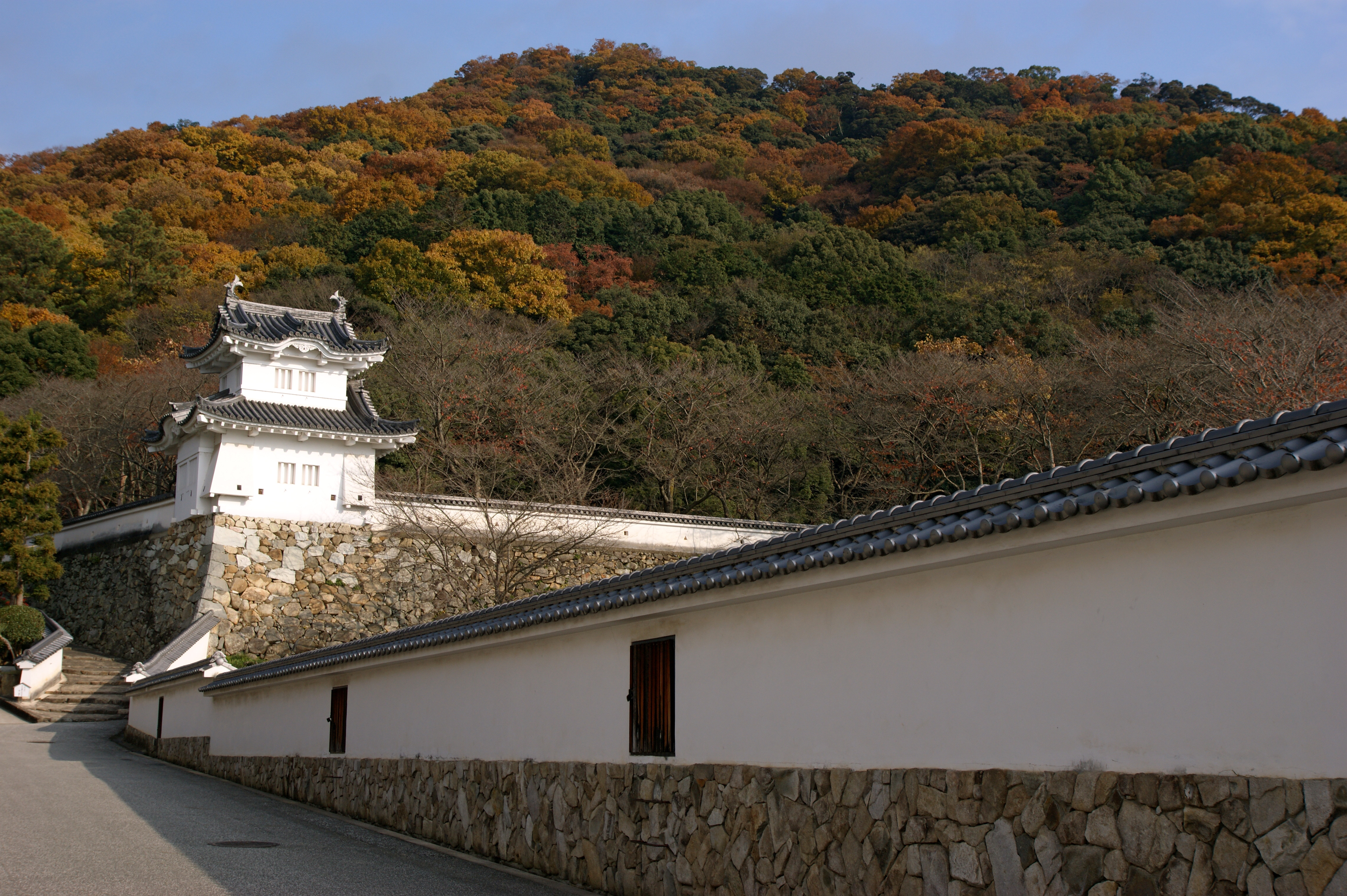
龍野城
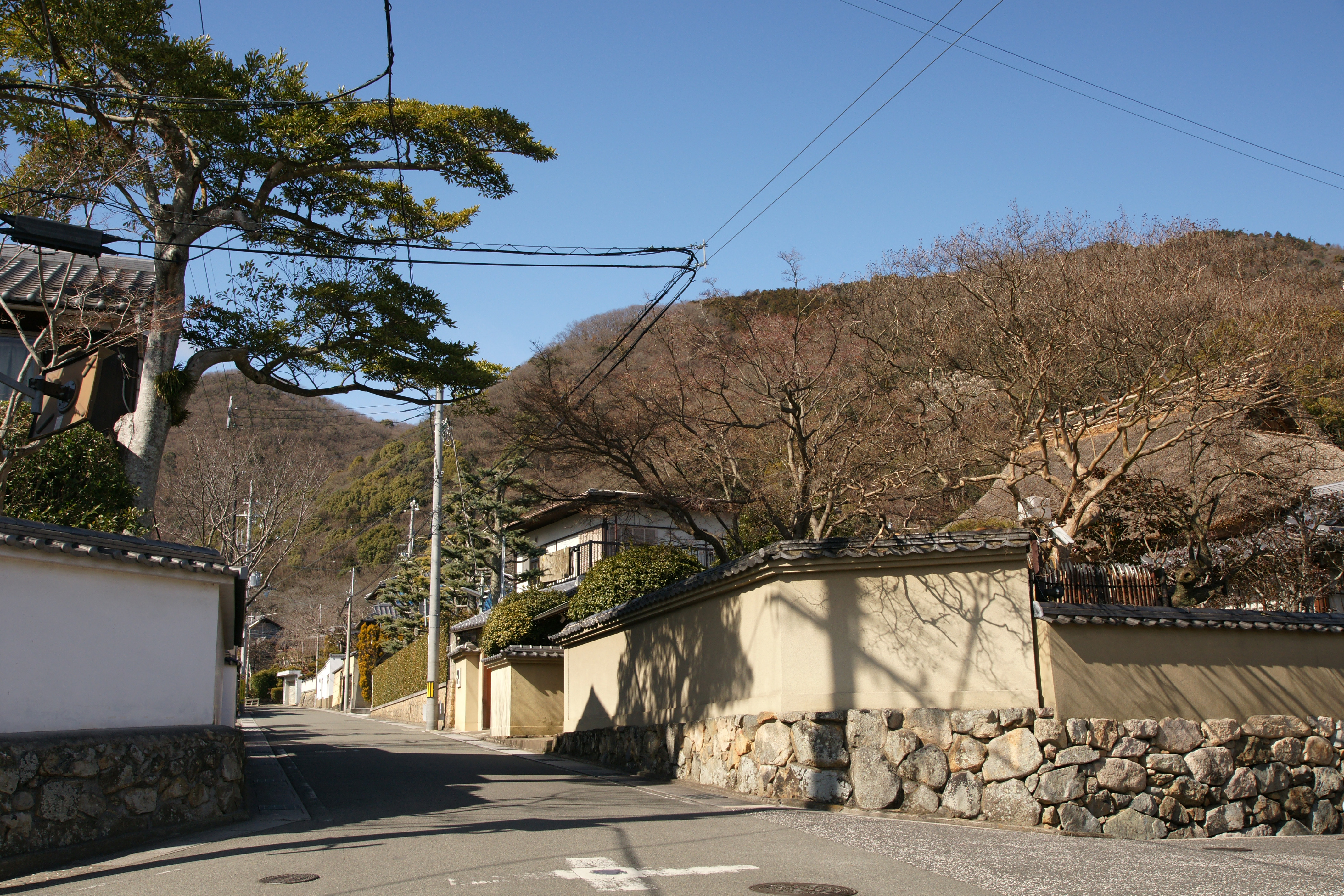
城下町 / 中霞城
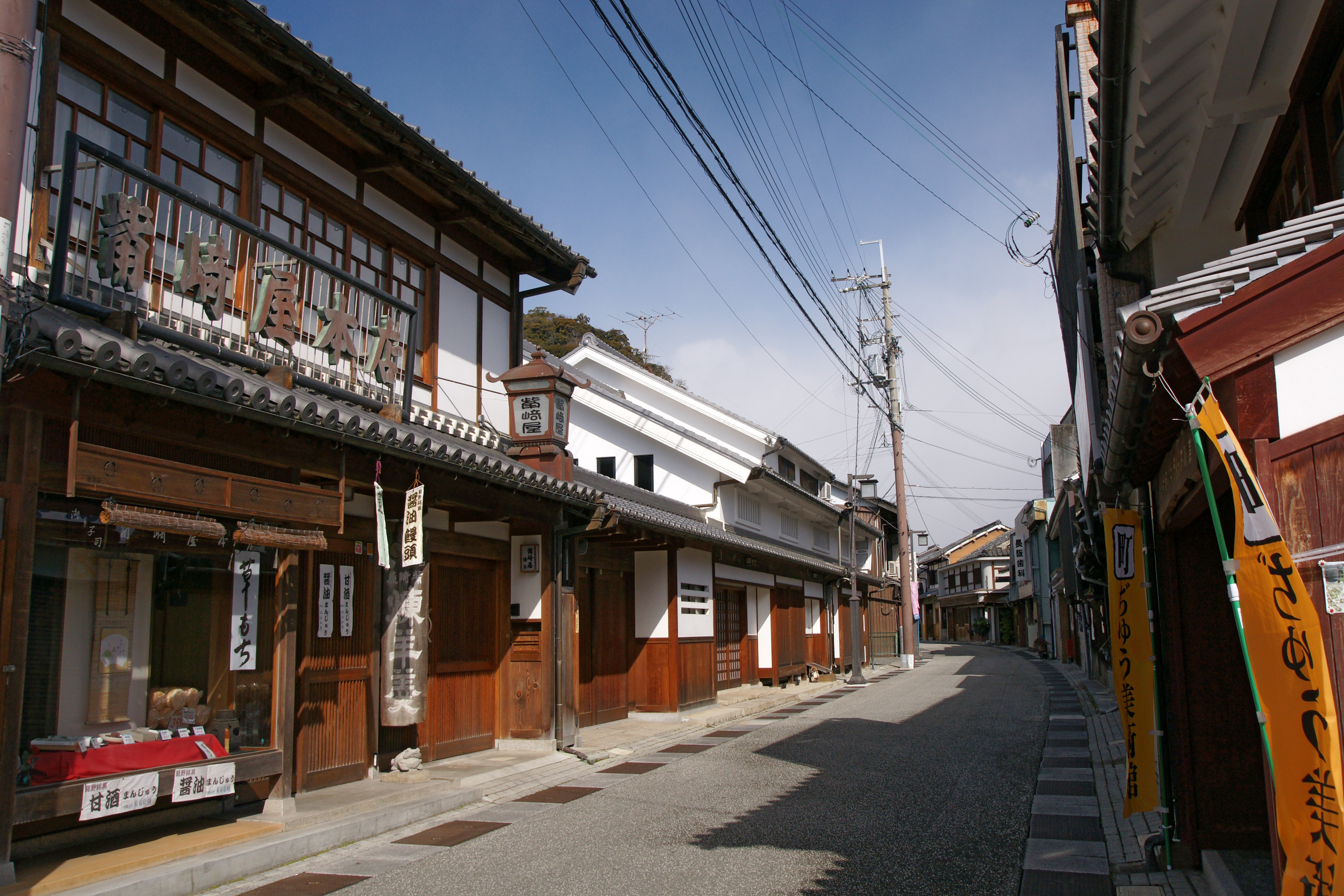
城下町 / 下川原
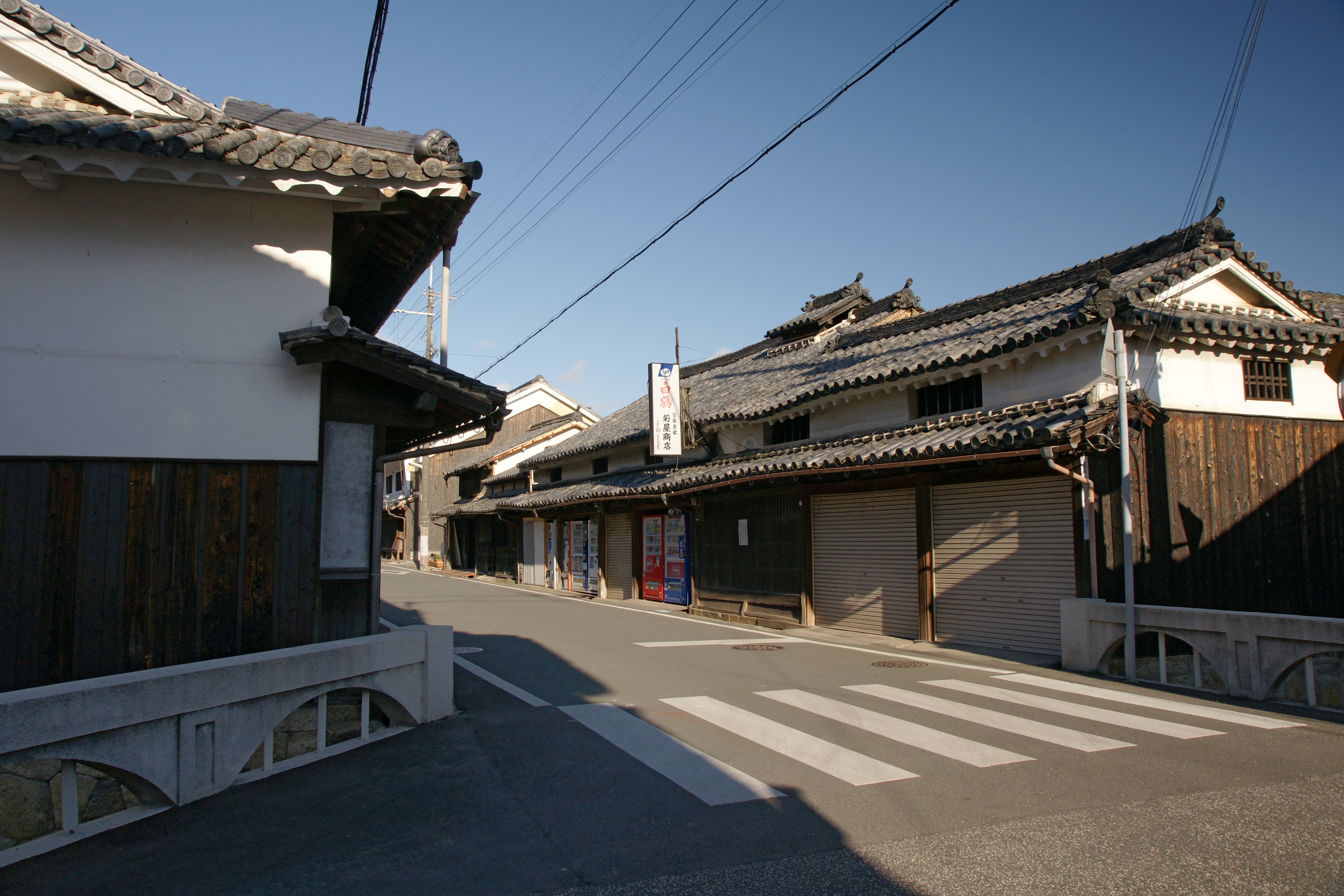
城下町 / 日山
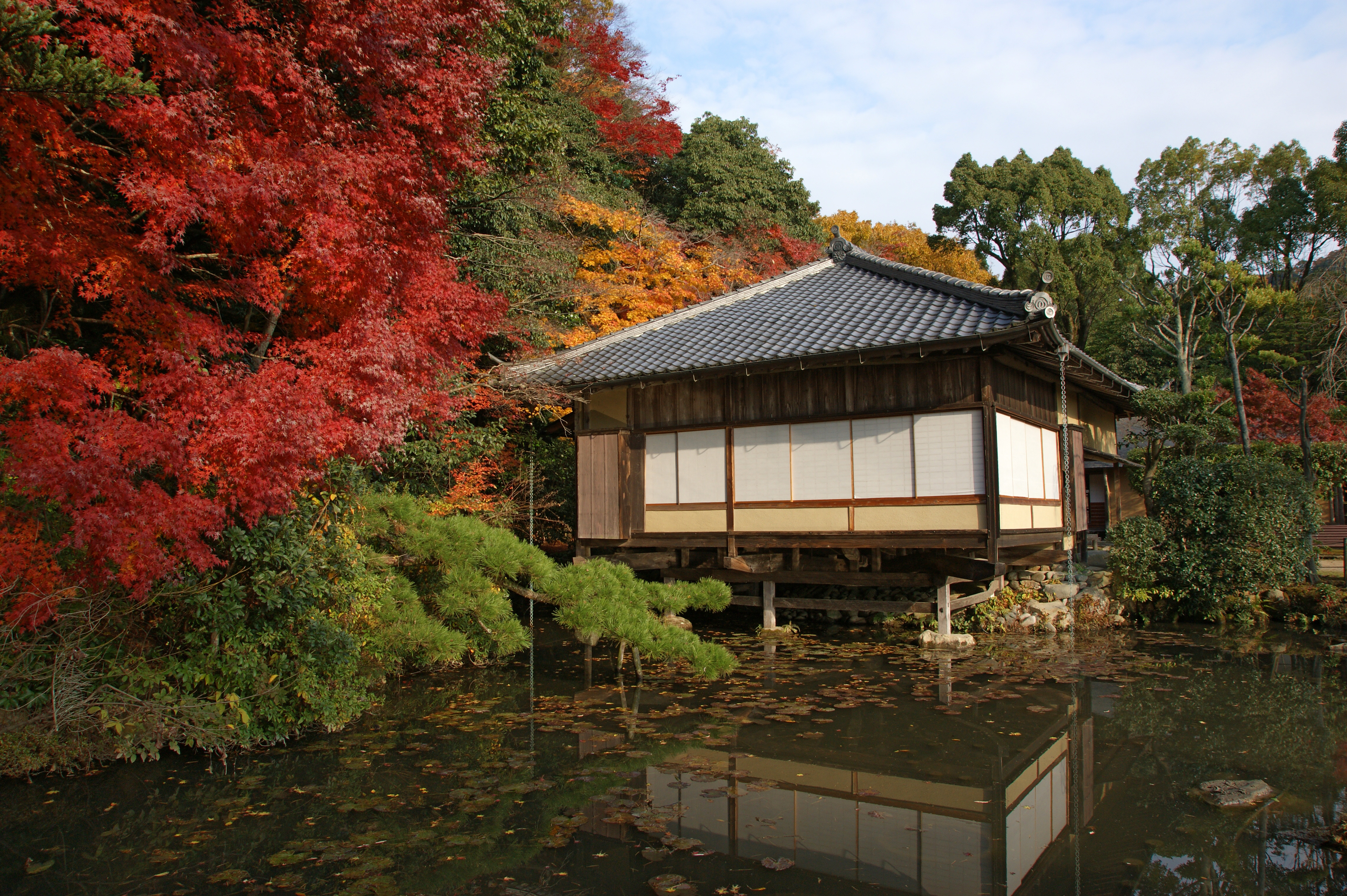
聚遠亭
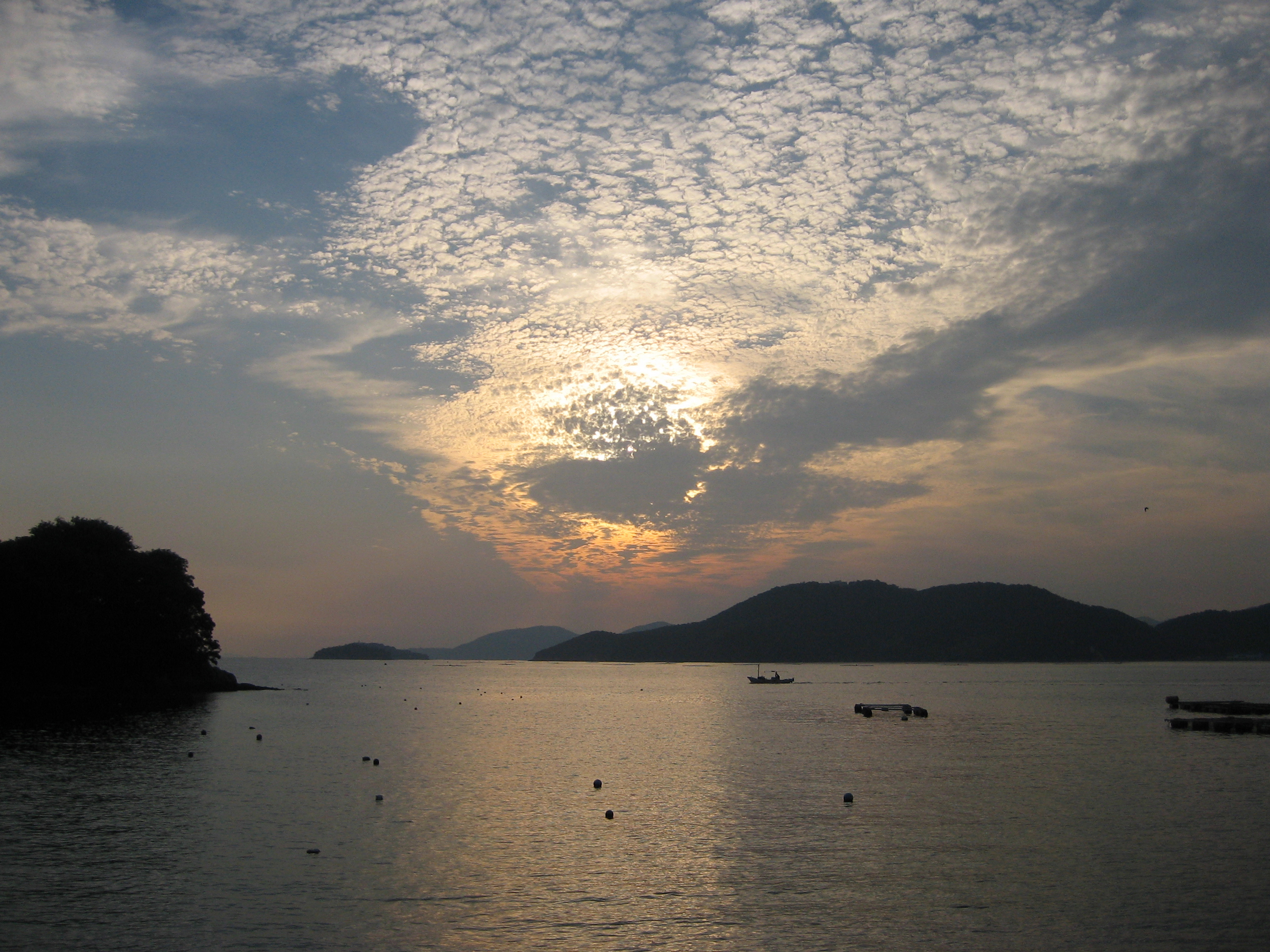
室津地區
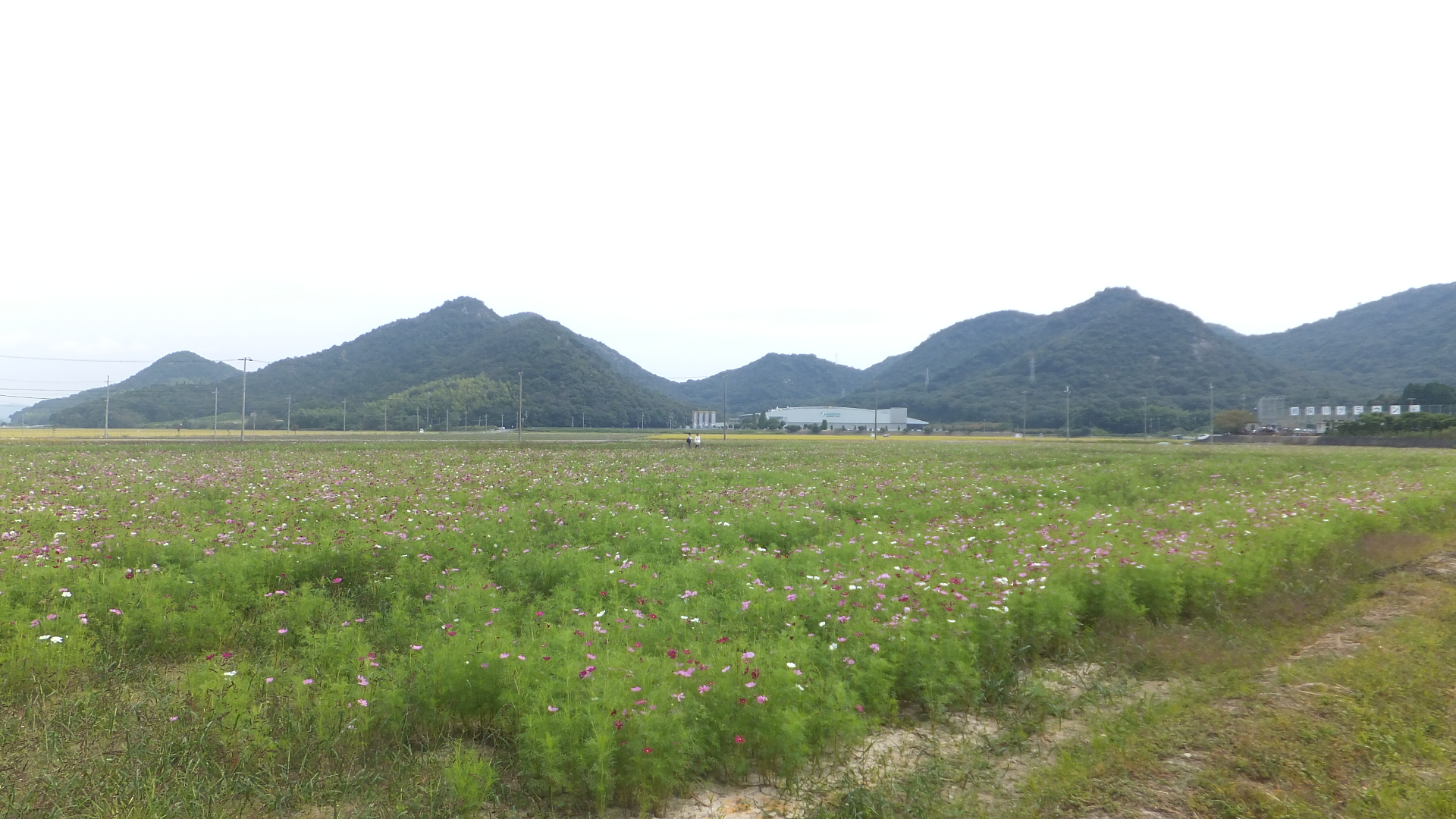
馬場秋英田
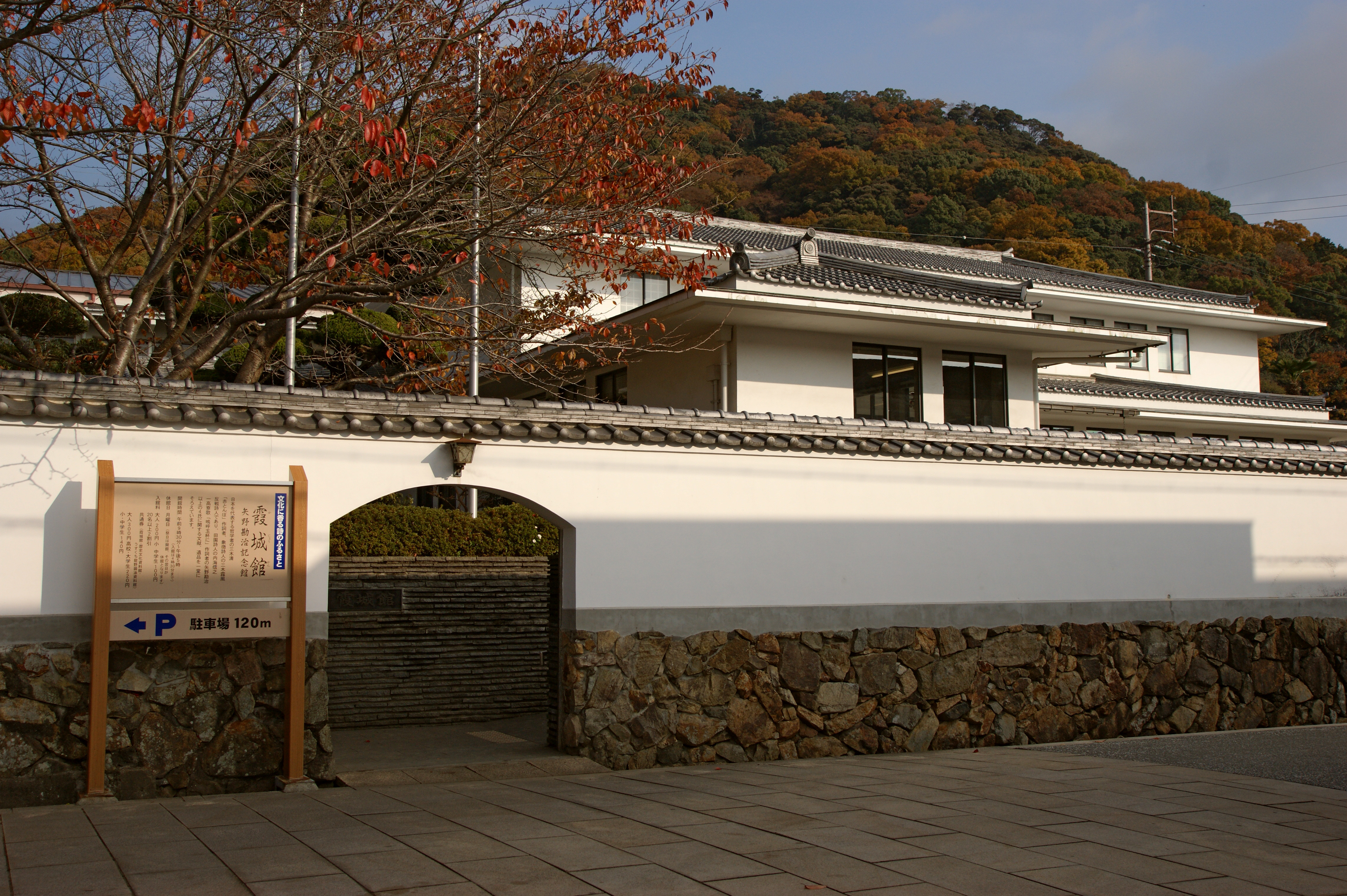
霞城館
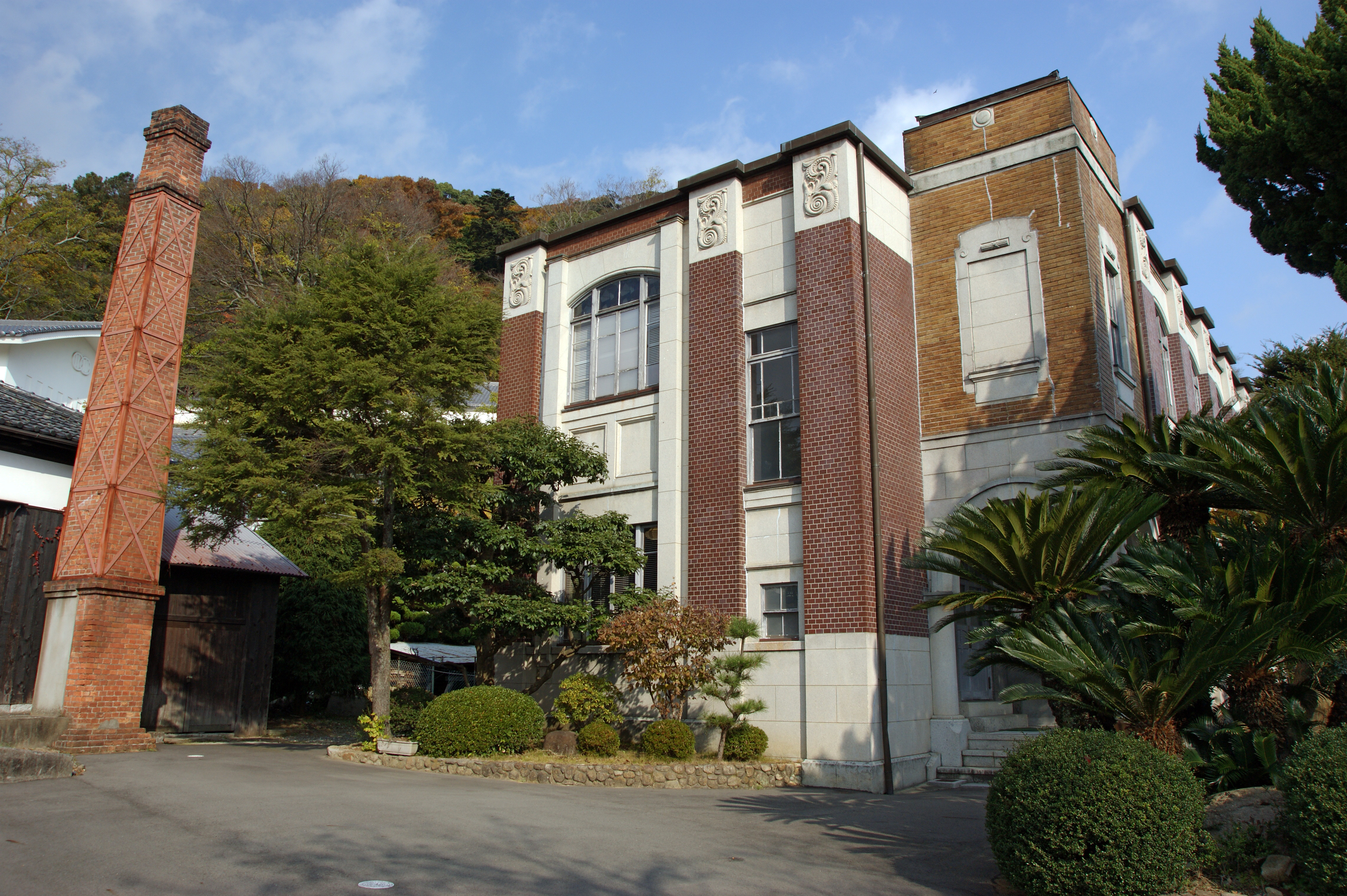
薄口龍野醤油資料館
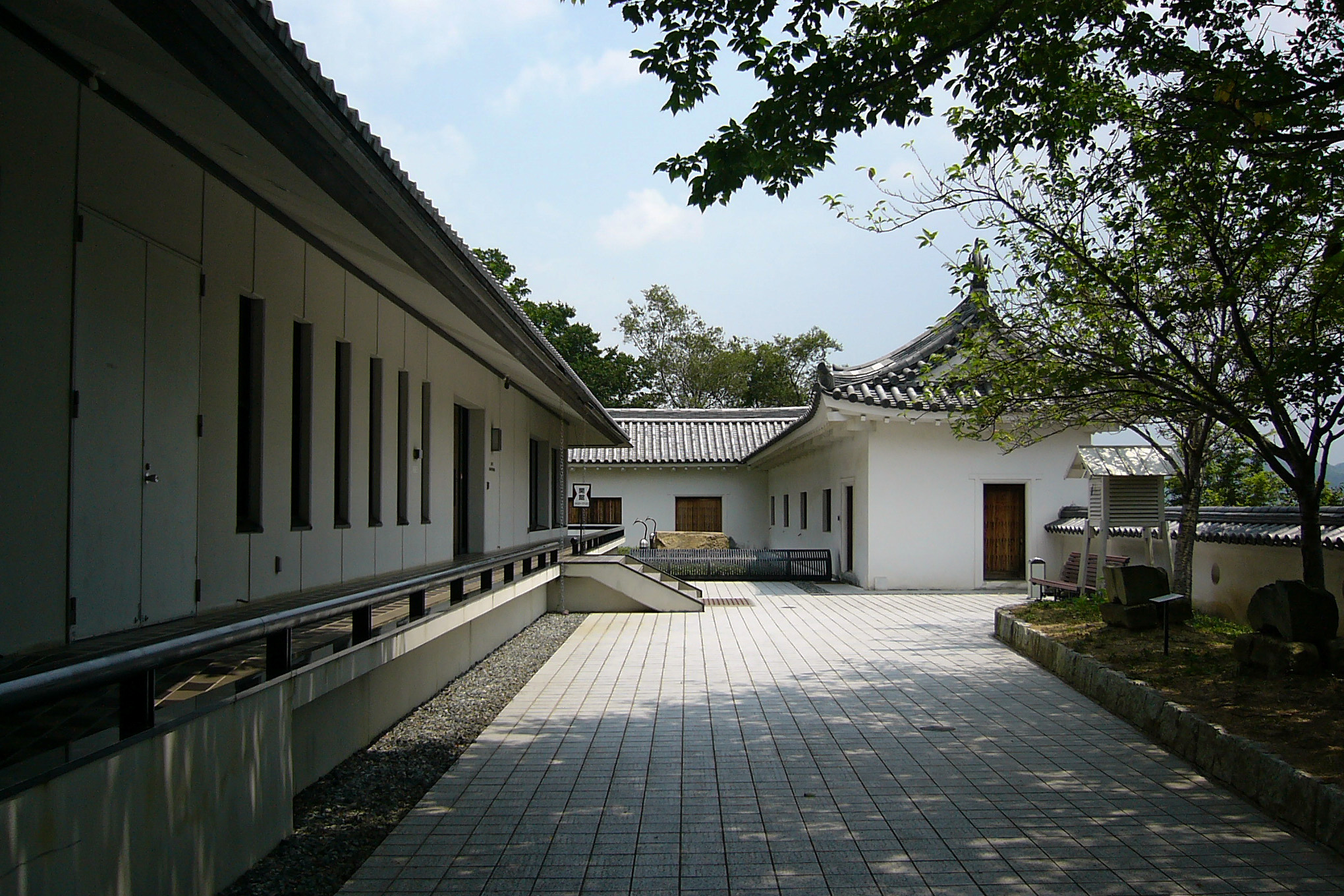
龍野市立龍野歴史文化資料館
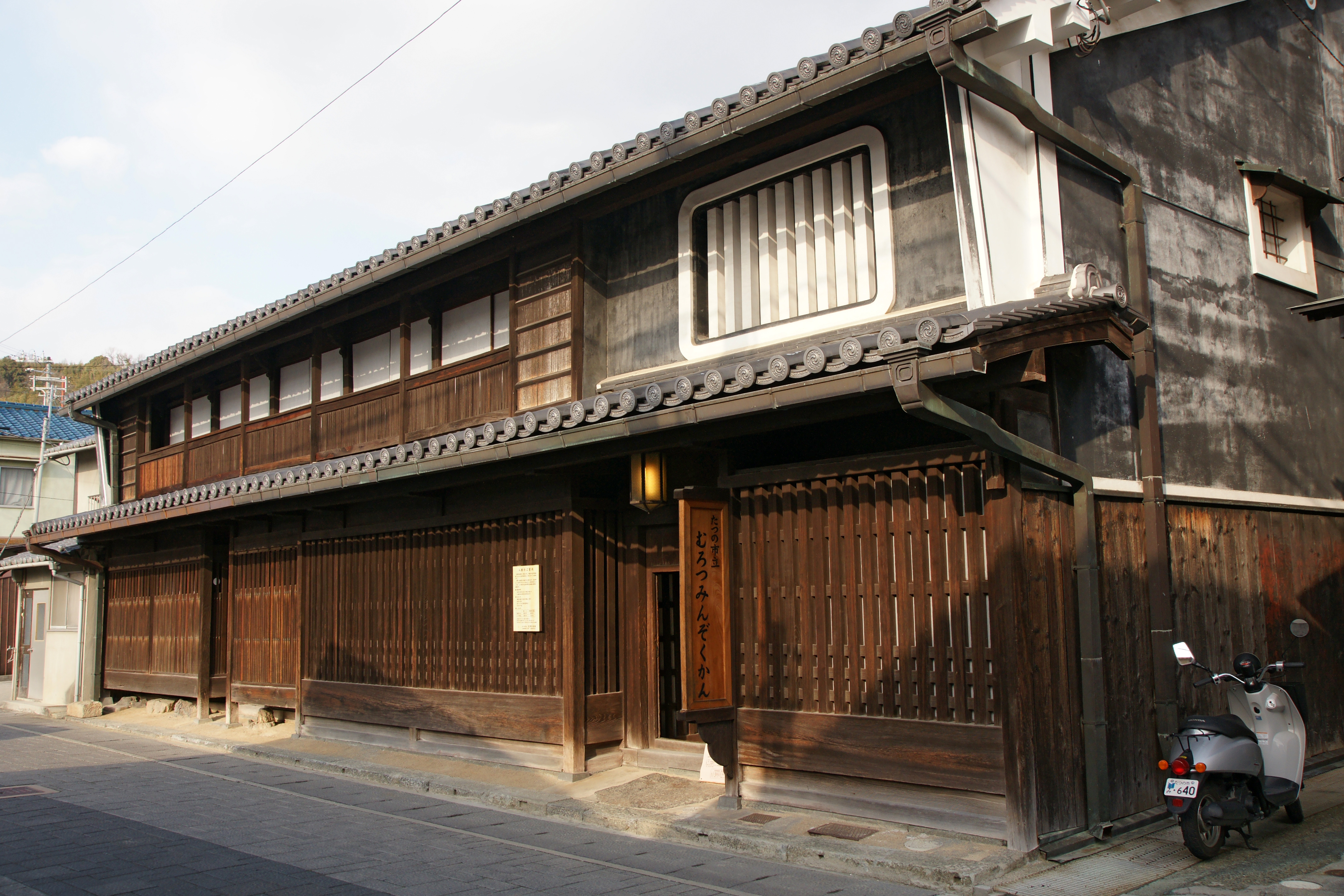
龍野市立室津民俗館
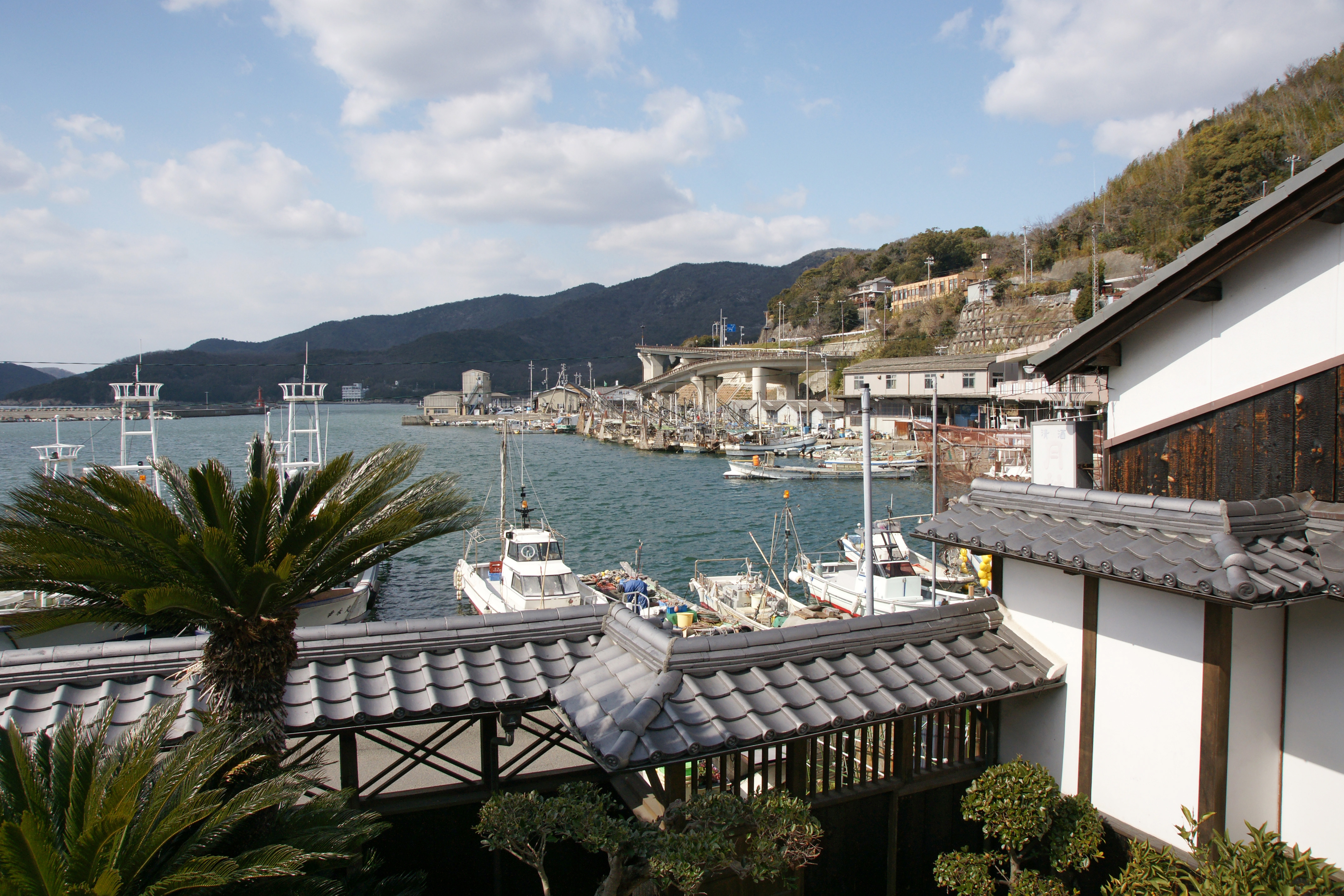
龍野市立室津海駅館

## 姊妹、友好城市

### 日本
- 安藝市（高知縣）
- 三鷹市（東京都）
- 長濱市（滋賀縣）
- 以「播磨的小京都」之名加入全國京都會議

### 海外
- 卡溫頓（美國华盛顿州金郡）

## 本地出身之名人
- 柏木陽介：足球選手，出生於神戶市，於本地長大。

## 外部連結
- （日語） 龍野市政府的Facebook專頁